# Combat de Tessit (2021)
Pour les articles homonymes, voir Combat de Tessit.
Guerre du Mali
Batailles
Le combat de Tessit se déroule le 15 mars 2021 pendant la guerre du Mali.

## Déroulement
Selon l'armée malienne, l'attaque est menée par une centaine d'hommes à bords de pick-up et de motos,. Elle débute par une embuscade contre la relève du camp militaire de Tessit, situé à proximité des frontières avec le Niger et le Burkina Faso. Le convoi est divisé en deux groupes.
Deux hélicoptères de la force Barkhane sont envoyés en renfort. Cependant lorsque les moyens français arrivent sur place, les djihadistes se sont dispersés. Le lendemain, l'armée française mène deux frappes contre des djihadistes à motos repérés dans le secteur de Tessit. Elle revendique alors la « neutralisation » d'une dizaine d'individus.
Rapidement soupçonné, l'État islamique revendique l'attaque le 21 mars. Le 24 mars, l'organisation publira de nombreuses photographies montrant les corps de dizaines de soldats maliens tués lors de l'attaque, ainsi que d'autres photos montrant la base militaire quasiment en ruine. Huit soldats maliens avait déjà été tués lors d'une embuscade de l'EIGS dans cette même zone un mois auparavant,.

## Pertes
Le 17 mars, l'état-major malien annonce un bilan de 33 morts et 14 blessés pour ses troupes et affirme que 20 djihadistes ont été retrouvés morts sur le terrain,.